# Mohamed Eshtiwi
Mohamed Eshtiwi (* 2. August 1985) ist ein libyscher Gewichtheber.

## Karriere
Mohamed Eshtiwi nahm als Fahnenträger seines Landes an den Olympischen Sommerspielen 2004 teil, wobei er den sechzehnten Rang in der Kategorie bis 77 kg mit 335 kg erringen konnte. Bei den Mittelmeerspielen 2005 belegte er den ersten Platz in der Gewichtsklasse bis 77 kg. Im selben Jahr wurde er jedoch wegen eines Dopingverstoßes bis 2007 gesperrt. Nach seiner Sperre gewann er Silber bei den Afrikameisterschaften 2008 in der Klasse bis 85 kg und den Afrikameisterschaften 2010 in der Klasse bis 96 kg.